# Piazza Bellini
Die Piazza Bellini ist ein Platz in Palermo. Er liegt südlich der Piazza Pretoria an der Via Maqueda gegenüber der Universität (Facoltà di Giurisprudenza).

Piazza Bellini mit den Kirchen Santa Maria dell’Ammiraglio und San Cataldo

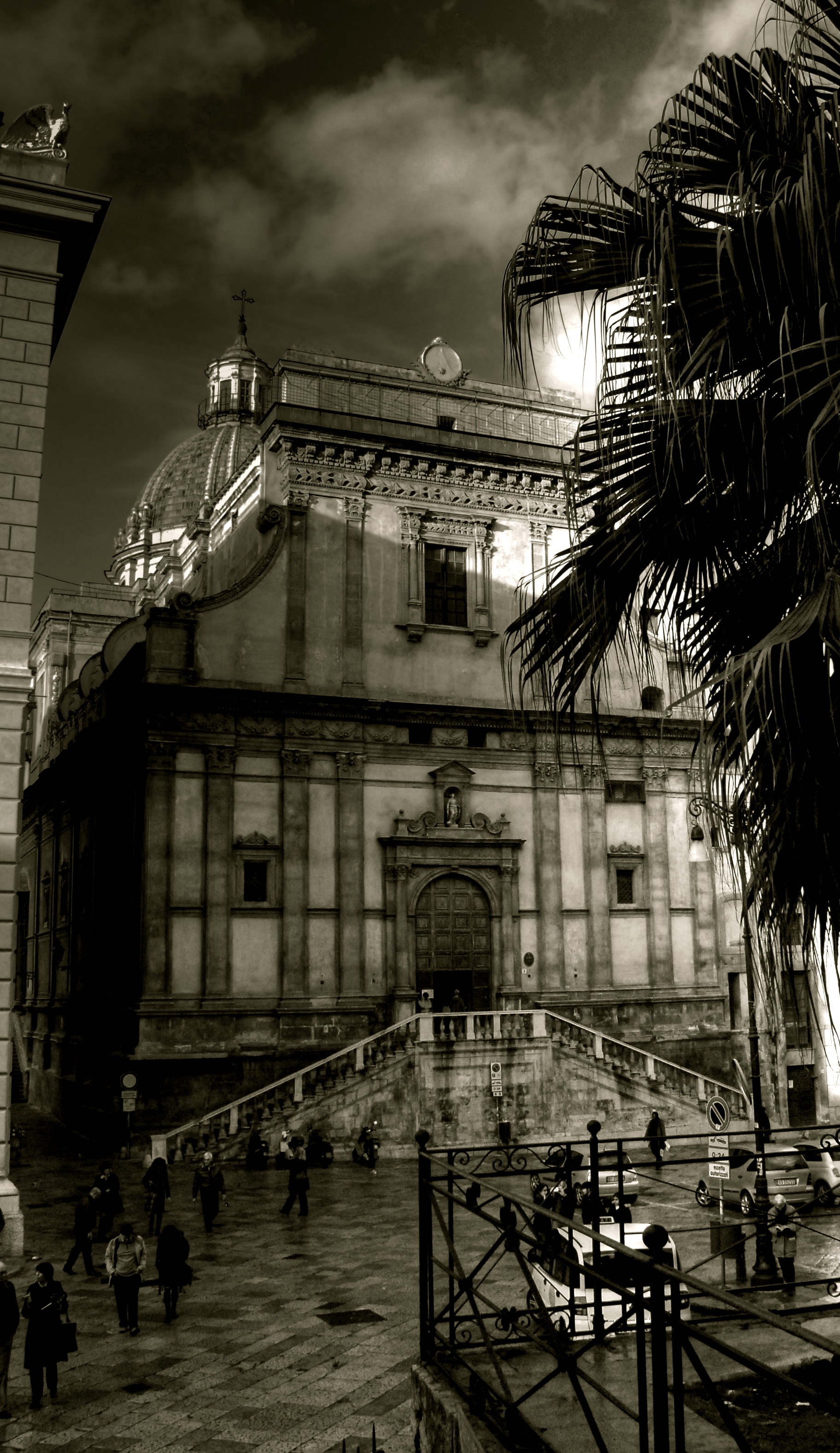
Fassade von Santa Caterina

## Beschreibung
Die Piazza Bellini hat die Form eines großen „L“. Der lange Schenkel geht von der Via Maqueda aus und läuft zwischen der Rückseite des Palazzo Pretorio und den beiden nebeneinanderliegenden Kirchen San Cataldo und La Martorana (Santa Maria dell’Ammiraglio) hindurch. Vom Ende des langen Schenkels aus läuft der kurze Schenkel nach Norden bis zu der Fassade von Santa Caterina und zur Piazza Pretoria. Nach Osten führt die Discesa dei Giudici zur Via Roma.

## Geschichte
Die ursprüngliche Bezeichnung des Platzes war Piano della Corte (Ebene des Gerichts), da der Palazzo Pretorio oder Senatorio (ehemaliges Gerichtshaus, heute Rathaus) zu dieser Seite seinen Haupteingang hatte. Der Zugang zu den Gebäuden, die auf unterschiedlichem Niveau lagen, war über verschiedene Treppen gewährleistet. Die Veränderung begann 1805 mit der Umgestaltung des ehemaligen Theatinerklosters zur Universität sowie mit dem Umbau der südlichen Fassade des Rathauses und der Gebäude an der Ostseite (Palazzo Valguarnera und Teatro Carolino). Das Theater war 1726 vom Marchese Valguarnera di S. Lucia gegründet worden. Bei der Eröffnung 1741–1742 fasste die Holzkonstruktion 500 Zuschauer. 1808 wurde es von Nicolò Puglia in Mauerwerk neugebaut, 1840 wurde die Fassade renoviert. Das Regio Teatro Carolino war im 19. Jahrhundert zunächst das bedeutendste Theater der Stadt. 1825–26 wirkte dort Gaetano Donizetti, der Opern von Mozart, Rossini und Bellini aufführte. Während der Revolution 1848 wurde es nach Vincenzo Bellini benannt,  endgültig erhielt es den Namen 1860 nach dem Erfolg der Garibaldiner. Nach dem Theater, das nach dem Zweiten Weltkrieg zu einem Kino umgewandelt wurde, aber seit einem Brand 1964 nicht mehr in Betrieb ist, erhielt der Platz seinen heutigen Namen.
Bei der Anlage des Platzes war eine umfangreiche Einebnung des Terrains erforderlich. Dadurch stehen die Kirchen San Cataldo und La Martorana heute auf einer erhöhten Terrasse (Reste der römisch-punischen Stadtmauern), die nur über eine Treppe zugänglich ist.